# NGC 3060
NGC 3060 ist eine Spiralgalaxie vom Hubble-Typ Sb im Sternbild Löwe auf der Ekliptik. Sie ist schätzungsweise 160 Millionen Lichtjahre von der Milchstraße entfernt und hat einen Durchmesser von etwa 110.000 Lichtjahren. Gemeinsam mit NGC 3053 und PGC 28716 bildet sie die kleine NGC 3060-Gruppe.
Die Supernova SN 2009am wurde hier beobachtet.
Das Objekt wurde am 14. Januar 1787 von Wilhelm Herschel entdeckt.

## NGC 3060-Gruppe (LGG 183)
| Galaxie   | Alternativname | Entfernung/Mio. Lj |
| --------- | -------------- | ------------------ |
| NGC 3060  | PGC 28680      | 160                |
| NGC 3053  | PGC 28631      | 162                |
| PGC 28716 | UGC 5343       | 163                |